# Confessions of a Teenage Drama Queen (trilha sonora)
Confessions of a Teenage Drama Queen (Soundtrack) é a trilha sonora do filme "Confessions of a Teenage Drama Queen" lançado pela Hollywood Records, em 17 de fevereiro de 2004. O álbum conta com quatro músicas cantadas pela protagonista do filme Lindsay Lohan, incluindo o tema "Drama Queen (That Girl)", que foi lançado como single promocional do álbum em janeiro daquele ano, e também inclui covers dos cantores Stevie Wonder e David Bowie.

## Faixas
1. "Drama Queen (That Girl)" - Lindsay Lohan (Lohan, Pam Sheyne, Bill Wolfe) – 3:29[2]
2. "I'm Ready" - Cherie – 3:22
3. "Ladies Night" - Atomic Kitten feat. Kool & the Gang – 3:06
4. "Perfect" (acoustic version) - Simple Plan – 4:07
5. "Tomorrow" - Lillix – 3:39
6. "What Are You Waiting For?" - Lindsay Lohan (Bridget Benenate, Matthew Gerrard, Steve Booker) – 3:19
7. "Not Done Yet" - Superchick – 3:45
8. "1, 2, 3" - Nikki Cleary – 3:28
9. "Don't Move On/Living for the City/Changes" Medley - Lindsay Lohan (Martin Blasick, Stevie Wonder, David Bowie) – 2:22
10. "Boom" - Fannius III – 3:20
11. "A Day in the Life" - Lindsay Lohan (James Scoggin, Samantha Moore, Kirk Miller) – 3:19
12. "The Real Me" - Alexis – 4:22
13. "Un-Sweet Sixteen" - Wakefield (band) – 2:55
14. "Only in the Movies" - Diffuser – 2:55

- Never Leave You (Uh Oooh, Uh Oooh) - Lumidee é o tema da vilã Carla Santini, não inclusa no álbum.
- "Shake Your Coconuts" de Junior Senior, toca quando Lola e Ella se preparam para o show dentro do trem, indo para Nova York.

## Singles
"Drama Queen (That Girl)" foi o único single lançado para promover a trilha sonora. Foi lançado em janeiro de 2004 e fez algum sucesso na programação do Disney Channel e na Radio Disney. Foi escrito por Lindsay Lohan, Pam Sheyne e Bill Wolfe, e produzido por Matthew Gerrard, Dawn Soler e Mitchell Leib. 
O videoclipe foi dirigido por Declan Whitebloom, e mostra Lohan retratando diferentes pessoas e fazendo um teste para um musical em uma escola, também apresenta a arte promocional do filme, bem como imagens do filme. Se encontra disponível nos extras do DVD. 
A música ganhou o prêmio de "Melhor Canção para ver seu pai Cantar" no Radio Disney Music Awards de 2004.

## Charts
| Chart (2004)         | Peak position |
| -------------------- | ------------- |
| U.S. Billboard 200   | 51            |
| U.S. Top Soundtracks | 3             |